# Diecezja Kahama
Diecezja  Kahama – diecezja rzymskokatolicka  w Tanzanii. Powstała w 1983.

## Biskupi diecezjalni
- Matthew Shija (1983 – 2001)
- Ludovick Minde (2001 – 2019)
- Christopher Ndizeye Nkoronko (od 2022)